# Longituda nula
Longituda nula je redovna epizoda Marti Misterije premijerno objavljena u Srbiji u svesci #39. u izdanju Veselog četvrtka. Sveska je objavljena 05.01.2017. Koštala je 380 din (3,2 €; 3,6 $). Imala je 154 strane. Na kraju sveske nalazi se kratak tekst Alfreda Kastelija pod nazivom "Ispod leda na polu".

## Originalna epizoda
Originalna epizoda pod nazivom Longitudine zero objavljena je premijerno u #317. regularne edicije Marti Misterije koja je u Italiji u izdanju Bonelija izašla 12.10.2011. Epizodu je nacrtao Giulio Camagni, a scenario napisao Alfedo Castelli. Naslovnu stranu nacrtao Đankarlo Alesandrini. Koštala je 6,3 €.

## Kratak sadržaj
Prolog: Na dan 12.10.2011, dva pilota uzleću sa britanske vojne baze Maunt Plezent na Foklandskim ostrvima na južnom Atlantiku. (Baza je napravnljena nakon rata Britanije i Argentine 1982. god, kao sredstvao zastrašivanja i odvraćanja od novih napada Argentine.) Dva pilota pod kodiranim imenima Džej i Tihi Bob tokom rutinske patrole nailaze na bestelesnu materiju koja se pretvara u veliki bljesk. Nekoliko trenutaka kasnije, terenska vojna patrola nalazi na zemlji telo umotanu u nepoznat materijal sastavljan od tankih struna, koje vibriraju. Kada su sinuli materijal, našli su telo Marti Misterije.
Glavna priča: Džordž Makardel, jedan od dva pilota, zamoljen je da napusti britansku avijaciju nakon ovog događaja. Najpre je posetio Dilan Doga da bi s njim pričao o onome što je video te noći. Dilan ga, međutim, upućuje na Marti Misteriju. Džordž objašnjava da je u trenutku bljeska u deliću sekunde video veliki broj događaja i tuđih sećanja, uključujući Dilana i Martija, razane šifre i matematičke formule, ali i leteći tanji sa oznakom nemačkog Luftwaffe-a, koji oboren leži na ledenoj površini. Džordž kaže da je na momente video i „teoriju svega“. Marti objašnjava osnove „teorije svega“, koja bi trebalo da objedini Ajnšatajnovu teoriju relativiteta (objašnjava kretanje u velikim telima) i kasnije nastalu teoriju struna (objašnjava kretanje na nivou subatoma).
Na dan događaja, Marti je bio u pozorištu i doživeo incident sa telefonom kada ga je nazvao Džonatan Zigler. Ziglera je upoznao 2 nedelje ranije na sastanku u Haravard klubu.

## Inspiracija naukom
U osnovi priče nalazi se naučna teorije Alberta Ajnštajna o opštoj i specijalnoj relativnosti iz 1915. godine, kao i teorija, koja je trebalo da ih objedini, ali koju Ajnštajn nije dovršio.

## Inspiracija pozorištem i filmom
Dok se desio ključni događaj, Marti je bio na pozorišnoj predstavi Upoznaj moga tatu u Brus Atkinson Teatru na Brodveju, koju je režirao Džon Torturo. Džej i Tihi Bob su likovi iz filmova režisera Kevina Smita.

## Nastavak epizode
Nastavak ove epziode objavljen je pod nazivom Povratak na longitudu nula (#53).